# 雨金街道
雨金街道，是中华人民共和国陕西省西安市临潼区下辖的一个乡镇级行政单位。

## 行政区划
雨金街道下辖以下地区：
雨金社区、雨金村、西关村、东关村、粉刘村、任陈村、胡门村、照渠村、夏柳村、高韩村、北湃村和新集村。